# 阿比盖尔·霍尔登
阿比盖尔·霍尔登（英語：Abigail Holden，1999年8月29日—），英格蘭女子羽毛球運動員。

## 簡歷
2018年4月，阿比盖尔·霍尔登出戰希臘羽毛球國際賽，與劉飛騰合作拿得女子雙打比賽亞軍。

## 主要比賽成績
只列出曾進入準決賽的國際賽事成績：
| 年份   | 賽事                     | 公開賽級別 | 項目     | 拍檔        | 成績   |
| ------ | ------------------------ | ---------- | -------- | ----------- | ------ |
| 2017年 | 歐洲青年羽毛球錦標賽     | 其他       | 混合團體 | －          | 季軍   |
| 2017年 | 威爾斯羽毛球國際賽       | 未來系列賽 | 女子單打 | －          | 準決賽 |
| 2018年 | 希臘羽毛球國際賽         | 未來系列賽 | 女子雙打 | 劉飛騰      | 亞軍   |
| 2018年 | 希臘羽毛球公開賽         | 國際系列賽 | 女子雙打 | 丽兹·托尔曼 | 準決賽 |
| 2018年 | 威爾斯羽毛球國際賽       | 國際系列賽 | 女子雙打 | 丽兹·托尔曼 | 準決賽 |
| 2019年 | 冰島羽毛球國際賽         | 未來系列賽 | 女子單打 | －          | 亞軍   |
| 2019年 | 冰島羽毛球國際賽         | 未來系列賽 | 女子雙打 | Sian Kelly  | 冠軍   |
| 2019年 | 捷克羽毛球公開賽         | 未來系列賽 | 女子單打 | －          | 冠軍   |
| 2019年 | 威爾斯羽毛球國際賽       | 國際系列賽 | 女子雙打 | 麗茲·托爾曼 | 冠軍   |
| 2021年 | 希臘羽毛球國際賽         | 未來系列賽 | 女子單打 | －          | 冠軍   |
| 2021年 | 荷蘭羽毛球公開賽         | 國際挑戰賽 | 女子單打 | －          | 亞軍   |
| 2021年 | 匈牙利羽毛球國際賽       | 國際系列賽 | 女子單打 | －          | 準決賽 |
| 2022年 | 荷蘭羽毛球國際賽         | 國際系列賽 | 女子單打 | －          | 準決賽 |
| 2023年 | 歐洲羽毛球混合團體錦標賽 | 其他       | 混合團體 | －          | 季軍   |

| 2007-2017年 | 首要超級賽 | 超級賽 | 黃金大獎賽 | 大獎賽 | 國際挑戰賽 | 國際系列賽 | 未來系列賽 | 其他 |

| 2018-2026年 | 總決賽 | 超級1000賽 | 超級750賽 | 超級500賽 | 超級300賽 | 超級100賽 | 國際挑戰賽 | 國際系列賽 | 未來系列賽 | 其他 |